# گول‌بلن (چیلدیر)
گول‌بلن (به ترکی استانبولی: Gölbelen، به ارمنی: Ուրթա) یک منطقهٔ مسکونی در ترکیه است که در چیلدیر واقع شده‌است.